# Çatak, Doğankent
Çatak là một xã thuộc huyện Doğankent, tỉnh Giresun, Thổ Nhĩ Kỳ. Dân số thời điểm năm 2011 là 1.146 người.